# 二重協奏曲 (ヘンデル)
二重協奏曲(または2つの合奏体のための協奏曲、Concerti a due cori)は、ゲオルク・フリードリヒ・ヘンデルが作曲した3曲からなる協奏曲の作品群。ヘンデルの作品目録番号(HWV)では332番から334番の番号が与えられている。
「二重協奏曲」といっても独奏楽器が2台あるという意味ではなく、管楽器群（オーボエ2、ファゴット1、および第2・3番ではホルン2）が2つあるという意味である。そのほかに弦楽器（第1ヴァイオリン、第2ヴァイオリン、ヴィオラ）と通奏低音を含む。

## 概要
この二重協奏曲は3曲が残されており、1747年から1748年にかけて作曲され、ロンドンのコヴェント・ガーデンの劇場で初演されたオラトリオと共に上演されたものと推測される(第1番のみは不明)。
ヘンデルはオラトリオを上演するにあたって、幕間で協奏曲を演奏することを習慣づけており、これら3曲の二重協奏曲も幕間で演奏された作品のひとつであると考えられている(ただし、決定づける資料がないため推測の域を出ない)。
生前に二重協奏曲は出版されず、「2つの合奏体のための協奏曲」という名は出版社のクリュザンダーが名付けたものである（ヘンデルの楽譜には単に「協奏曲(Concerto)」とのみ記す）。また、とくに第1番と第2番は新作楽章はまれで、ほとんどの楽章がオペラやオラトリオからの転用である。

## 楽曲の構成・編成

### 第1番 変ロ長調 HWV.332
1747年から1748年にかけて作曲され、1748年の『ヨシュア』初演時に演奏された。全7楽章からなる。演奏時間は約15分。
- 第1楽章 序曲
- 第2楽章 アレグロ,マ・ノン・トロッポ
- 第3楽章 アレグロ
- 第4楽章 ラルゴ
- 第5楽章 ア・テンポ・オルディナリオ
- 第6楽章 アラ・ブレーヴェ・モデラート
- 第7楽章 メヌエット

#### 楽器編成
4オーボエ、2ファゴット、弦楽、通奏低音

### 第2番 ヘ長調 HWV.333
1747年から1748年にかけて作曲されたが、1748年に上演されたオラトリオ『アレグサンダー・バルス』の幕間で演奏されたと伝えられる。全6楽章からなる。演奏時間は約15分。
- 第1楽章 ポンポーソ
- 第2楽章 アレグロ
- 第3楽章 ア・テンポ・ジュスト　＊オラトリオ「メサイア」第二部"Lift up your heads"の器楽編曲版
- 第4楽章 ラルゴ
- 第5楽章 アレグロ,マ・ノン・トロッポ
- 第6楽章 ア・テンポ・オルディナリオ

#### 楽器編成
4ホルン、4オーボエ、2ファゴット、弦楽、通奏低音

### 第3番 ヘ長調 HWV.334
1747年から1748年にかけて作曲されたが、1749年に上演されたオラトリオ『ユダス・マカベウス』の幕間で演奏されたと伝えられる。全6楽章からなる。演奏時間は約14分。
- 第1楽章 序曲
- 第2楽章 アレグロ
- 第3楽章 アレグロ,マ・ノン・トロッポ
- 第4楽章 アダージョ
- 第5楽章 アンダンテ・ラルゲット
- 第6楽章 アレグロ

#### 楽器編成
4ホルン、4オーボエ、2ファゴット、弦楽、通奏低音

## 参考資料
- 三澤寿喜『ヘンデル』音楽之友社〈作曲家 人と作品〉、2007年。ISBN 9784276221710。
- ヘンデル:協奏曲集(DG,カール・リヒター指揮,ミュンヘン・バッハ管弦楽団)のブックレット